# LWL-Klinik Hemer

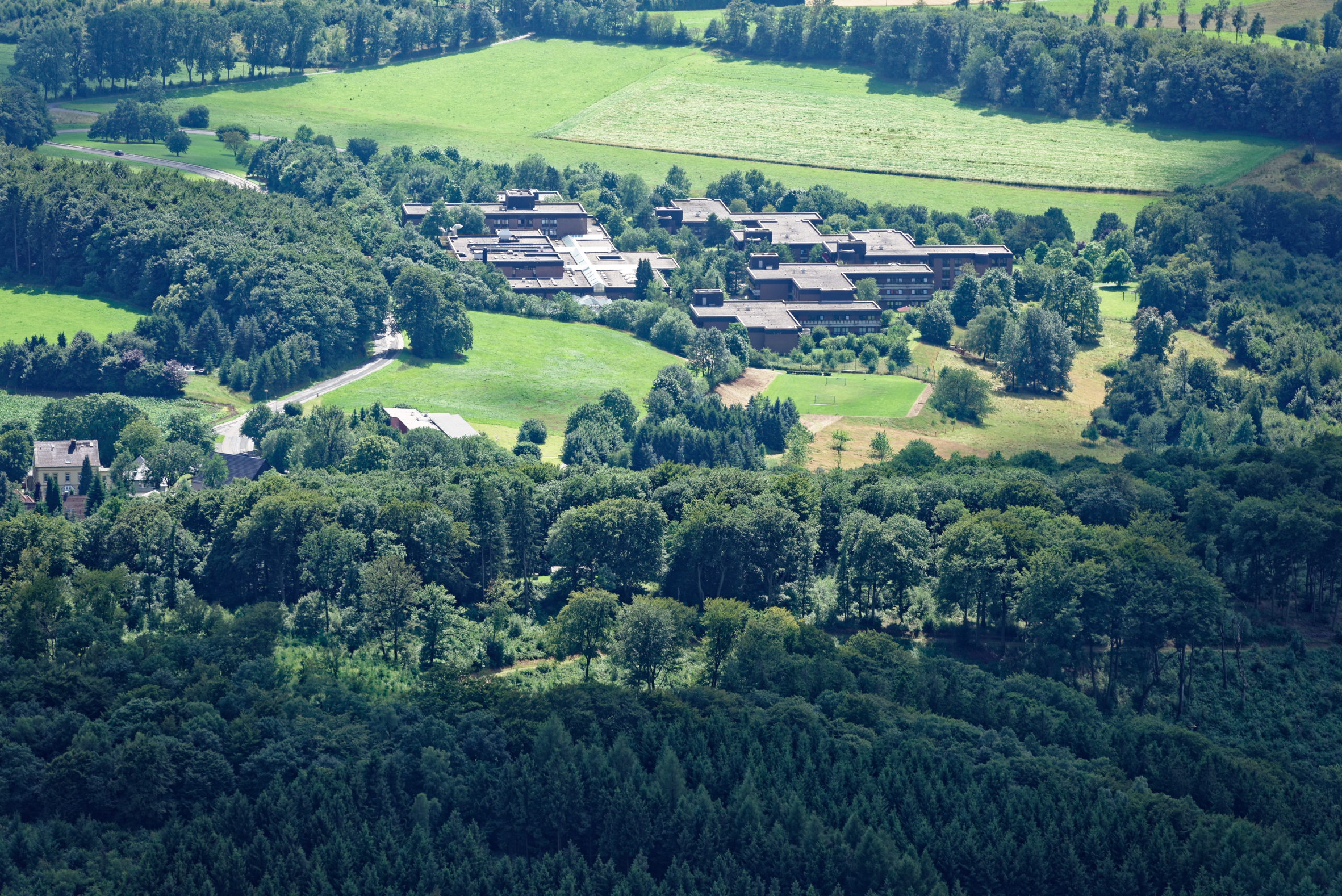
Übersicht

Die LWL-Klinik Hemer, auch Hans-Prinzhorn-Klinik (HPK), in Hemer ist eine Klinik für Psychiatrie, Psychotherapie und Psychosomatik. Sie ist eine Einrichtung des Landschaftsverbands Westfalen-Lippe (LWL) und befindet sich im Ortsteil Frönsberg. Die Klinik gehört zum Psychiatrieverbund Westfalen, in dem rund 8.500 Mitarbeiter jährlich über 140.000 Menschen in mehr als 100 Einrichtungen behandeln und betreuen.
Sie ist benannt nach dem deutschen Psychiater und Kunsthistoriker Hans Prinzhorn.

## Geschichte
1914 wurde ein erstes Klinikgebäude auf dem von der AOK Dortmund erworbenen Gut Frönsberg als „Genesungsheim Frönspert“ errichtet, vorwiegend für Bergarbeiter. Im November 1933 erfolgte eine Beschlagnahme durch die NSDAP und die Umbenennung in „N.S.B.O.-Genesungsheim Westfalen-Süd“. 1935 ging das Eigentum auf die Deutsche Arbeitsfront über, die es als Erholungsstätte nutzten. Nach Beginn des Zweiten Weltkrieges erfolgte die Nutzung des Gebäudes als Teillazarett des Standortlazaretts Hemer. Nach dem Krieg erhielt die AOK ihr Eigentum zurück. Die Gebäude wurden nun bis etwa 1962 als Lungenheilstätte benutzt. 
Am 1. Januar 1964 erwarb der Landschaftsverband Westfalen-Lippe zu einem Preis von 3 Millionen Deutsche Mark die Lungenheilstätte Frönspert mit circa 137 Hektar Grund und Boden. Im Sommer des gleichen Jahres wurde das bereits im Jahr 1914 erbaute fünfstöckige Gebäude als „Westfälische Landespflegeanstalt Frönsberg“ eröffnet. Das Haus war mit 120 ausschließlich männlichen Patienten belegt. Die medizinische Betreuung der drei geschlossenen Stationen erfolgte durch Hundt, der ärztlicher Direktor des Westfälischen Landeskrankenhauses Dortmund war. Der LWL plante bereits im Herbst 1964 den Ausbau des Krankenhausgebäudes. Dieser konnte jedoch zeitnah nicht verwirklicht werden, da es Widerstand der Gemeinde Frönsberg als zuständiger Baubehörde gab. 1966 bekam die Landespflegeanstalt den Namen „Westfälisches Landeskrankenhaus Frönspert, Langzeitkrankenhaus für Psychiatrie“.
1978 wurde der Neubau der Klinik eröffnet, der Altbau wurde am 12. Januar 1980 unter Verwendung von 1080 Kilogramm Sprengstoff gesprengt. 1988 wurde die Klinik nach dem in Hemer geborenen Arzt und Psychiater Hans Prinzhorn in „Hans-Prinzhorn-Klinik“ umbenannt. Seitdem bilden die Stadt Hagen sowie Teile des Märkischen und des Ennepe-Ruhr-Kreises den Pflichtversorgungsbereich. Zu Beginn der 1990er Jahre wurden Kooperationen mit Kliniken in der ehemaligen DDR und in Polen vereinbart, 2000 auch mit einer ukrainischen Fachklinik. Die Klinik hat 420 Betten.

## Familienrat

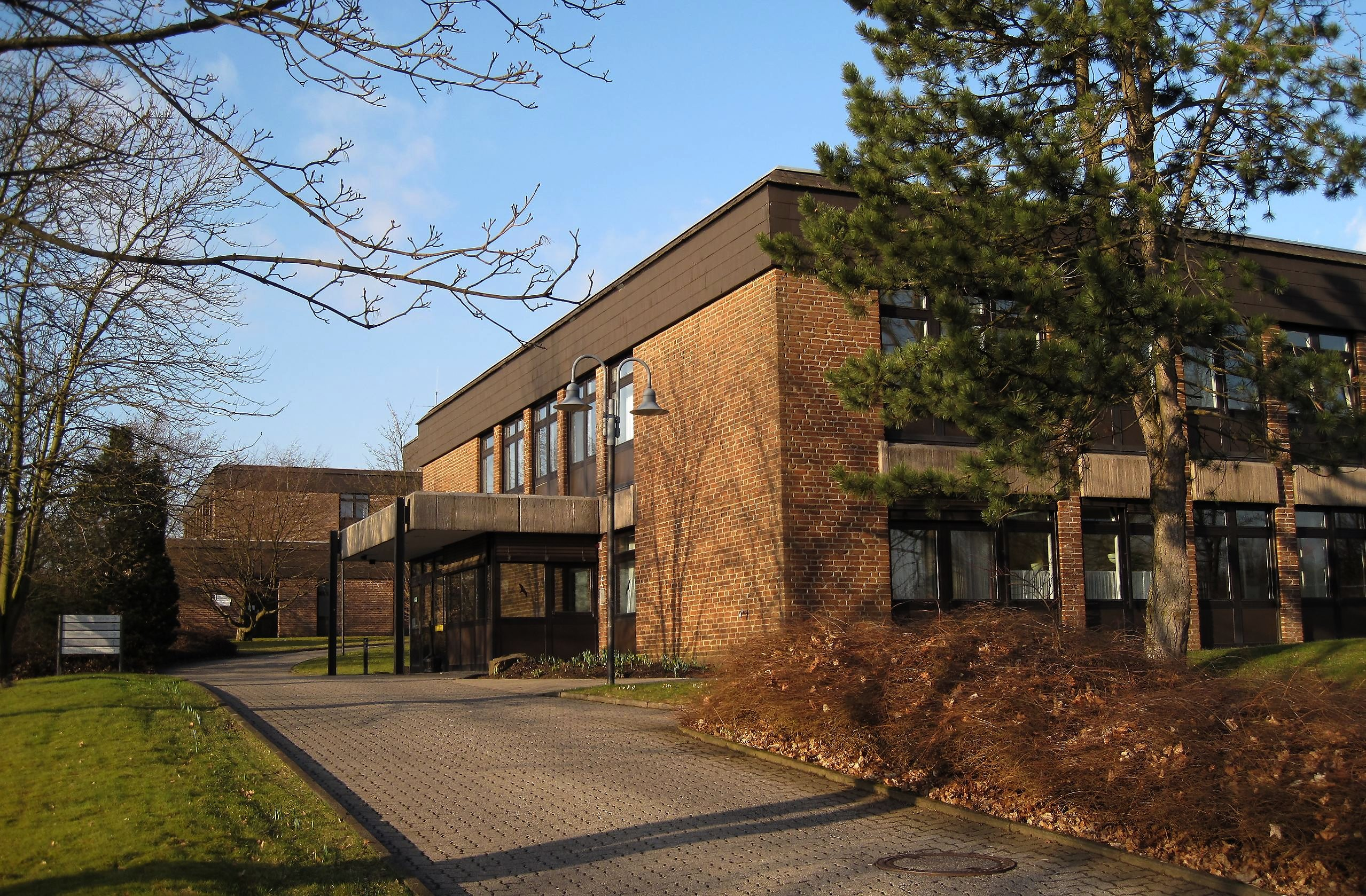
Empfangsgebäude

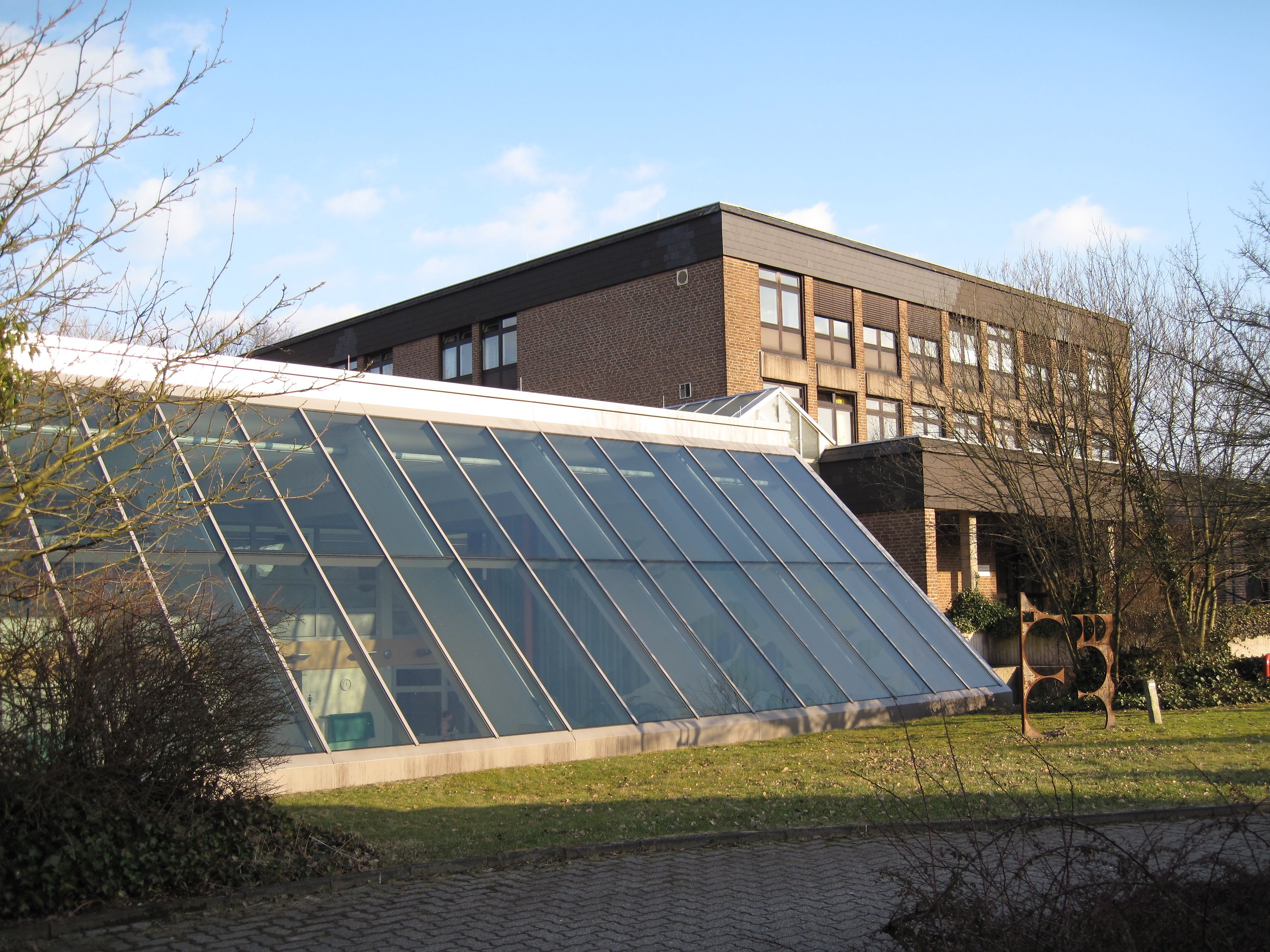
Schwimmbad

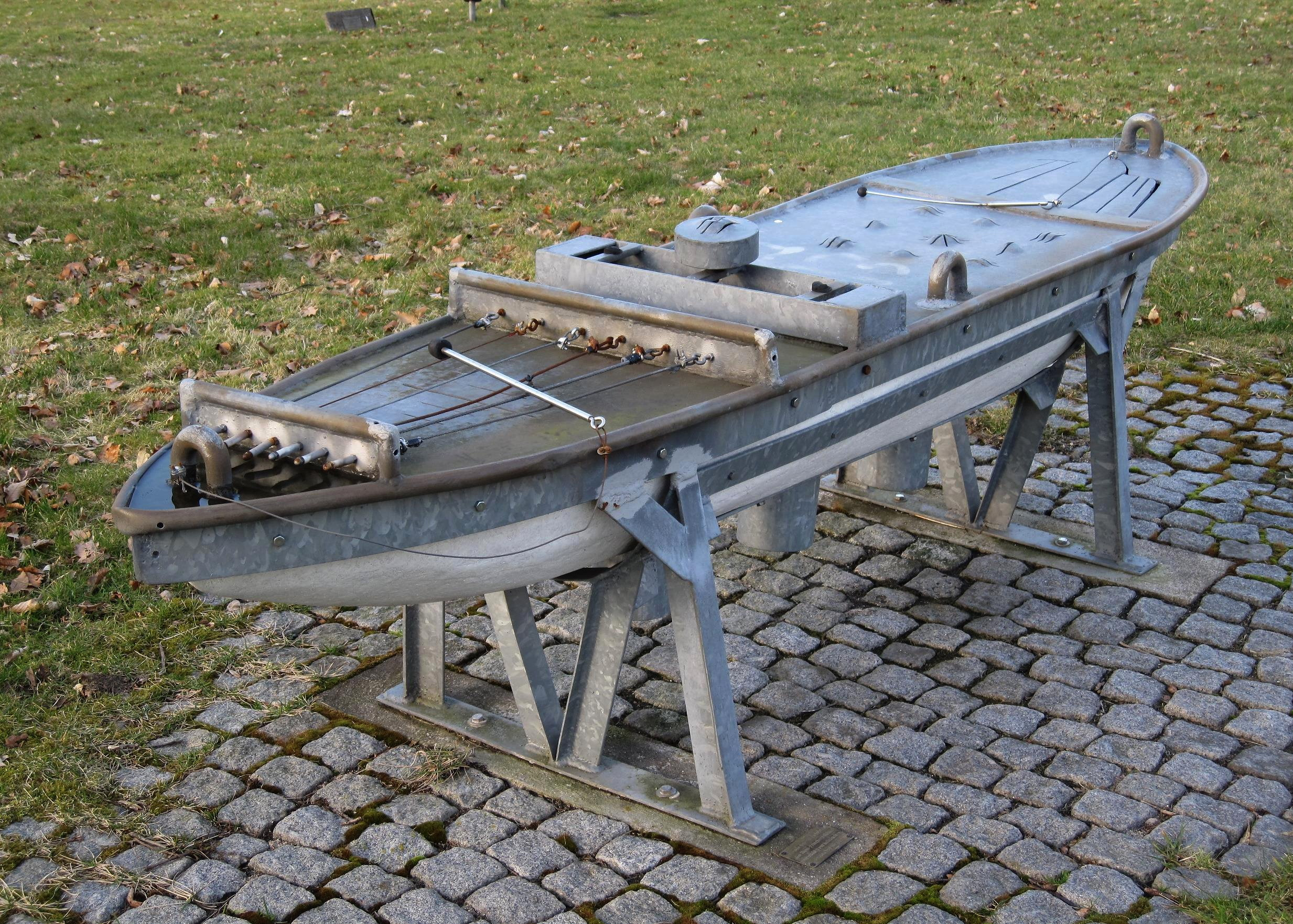
Weg der Be-Sinnlichkeit: Klangskulptur Boot von Gordon Brown

Als Pilotprojekt zur Verbesserung der Interessenvertretung chronisch kranker Patienten der Klinik und ihrer Angehörigen wurde am 16. Februar 1989 der Familienrat der Hans-Prinzhorn-Klinik gegründet. Die ehrenamtlich tätigen Mitglieder des Familienrates greifen die sich im Klinikalltag zeigenden Mängel auf und setzen sich für ihre Beseitigung ein. Bei einem monatlichen Treffen mit der Klinikleitung werden die Anregungen und Beschwerden von Patienten und Angehörigen besprochen.
Der Familienrat hat durch Basarerlöse und Sponsoren mitgeholfen, dass auf dem Klinikgelände ein Weg der Be-Sinnlichkeit, der sich anfangs Klanggarten nannte, entstehen konnte. Durch das Aufstellen von Klangskulpturen verschiedener Künstler durch das Engagement des Familienrates der Hans-Prinzhorn-Klinik konnte für Patienten mehr Lebensqualität erreicht werden.
Am 14. August 2002 erhielt die Vorsitzende Gertrud Stegemann das Bundesverdienstkreuz am Bande für beispielhaftes soziales Engagement.